# Erhard Weigel
Erhard Weigel (Weiden in der Oberpfalz, 1625 - Jena, 1699), fue un matemático, astrónomo y filósofo alemán.

## Semblanza
Weigel fue profesor de matemáticas en la Universidad de Jena desde 1653 hasta su muerte. Considerado precursor de la Ilustración Alemana, sus intereses abarcaron los campos de las matemáticas, filosofía, pedagogía, astronomía, física, jurisprudencia, arquitectura, historia, geografía, ética y mecánica.
Tuvo una gran influencia en su época a través de sus alumnos, entre los que se destaca Gottfried Leibniz, a quien inició en la escuela pitagórica.
Hizo grandes esfuerzos para popularizar el conocimiento científico. En 1697 promueve, frente a los príncipes protestantes, la adopción de un calendario sincronizado con el calendario gregoriano en los países protestantes (finalmente adoptado en 1700). Propone la creación de una academia de ciencias en Alemania encargada de la ejecución de la reforma del calendario que fuera finalmente fundada en 1700 con Leibniz como su primer presidente.

## Eponimia
- En 1935 la UAI decidió en su honor llamarle «Weigel» a un cráter de impacto o astroblema lunar.[4]
- También el asteroide 9315 se denomina Weigel.[5]